# Чёрнобривец, Степан Анистратович
Степан Анистратович Чёрнобри́вец (укр. Степан Аністратович Чорнобривець; 12 декабря 1908, с. Булахи (ныне Козельщинского района, Полтавской области, Украины — 2001) — украинский советский писатель, журналист.

## Биография
Родился в крестьянской семье. Работал на строительстве Днепродзержинского коксохимического завода, стал слесарем-монтажником. Одновременно учился и окончил металлургический рабфак и вечерний учительский институт.
С 1930 года С. Чёрнобривец работал в редакции заводской газеты «Знамя Дзержинки», в городской газете «Дзержинец». Был одним из активных литкружковцев. Начал писать свои первые произведения. Впоследствии в харьковском издательстве «Литература и искусство» увидел свет его первый сборник «Героика будней».
До начала войны окончил Высшие литературные курсы при Литинституте им. А. М. Горького в Москве.
Участник Великой Отечественной войны. Связист. Обслуживал штаб первой Гвардейской армии, Военно-полевое управление командующего армией генерала А. А. Гречко. Участвовал в боях под Сталинградом, в освобождении Ворошиловграда, Днепропетровска, Станислава, Ужгорода, городов Польши и Чехословакии.
Печатался во фронтовых газетах «Советский воин» и «Гвардеец».
После войны работал журналистом на Западной Украине в Бориславе и Дрогобыче. С 1949 года почти полвека прожил в Никополе. Некоторое время руководил областным филиалом Союза писателей Украины, создал в Никополе литературный кружок.

## Творчество
Печататься начал в начале 1930-х годов. Писатель-фронтовик. Из фронтовых лихолетий вынес массу тем, мотивов и идей, которые наполняли его прозу. Военным будням посвящены такие его известные произведения, как «Песня гор», «Освобожденная земля», «Красивые люди», «На постое в Мораванах», «Каменская легенда» и другие.
Книги писателя переводились на русский, венгерский и другие языки.
В феврале 1935 г. в газете "Знамя Дзержинки" С.Чёрнобривец опубликовал  статью о молодом инженере завода, большевике Л.Брежневе. Заметка "Имя его большевик" обрела вторую жизнь в 1976 г., накануне 70-летия Генерального секретаря ЦК КПСС, ее неоднократно перепечатывали советские и зарубежные издания.

## Избранная библиография
- Сборник рассказов и очерков «Героїка буднів» (1932),
- «Визволена земля» (трилогия, 1949—1956),
- повесть «Красиві люди» (1961),
- роман «Ой Дніпре, Дніпре» (1969) и др.

## Награды
- Орден Отечественной войны 1 степени
- Орден Красной Звезды
- медали СССР.